# おとめ座ファイ星
おとめ座φ星（おとめざファイせい、φ Vir / φ Virginis）は、おとめ座の恒星で5等星。4.92等の黄色巨星または準巨星のA星と10.02等の橙色矮星のB星からなる連星系で、A星自身も分光連星である可能性を示唆されている。

## 名称
2018年6月1日、国際天文学連合の恒星の命名に関するワーキンググループ (Working Group on Star Names, WGSN) は、Elgafar をおとめ座φ星Aの固有名として正式に承認した。